# Chortyzja
Chortyzja (ukrainisch Хортиця Chortyzja, russisch Хортица Chortiza) ist die größte Insel im Dnepr. Sie liegt in der östlichen Ukraine im Rajon Chortyzja der Stadt Saporischschja unterhalb der großen Staumauer des Wasserkraftwerkes DniproHES. Die Insel wird westlich vom Staryj Dnipro (Alter Dnepr) und östlich vom Hauptstrom umflossen. Sie hat eine Fläche von etwa 24 km² (rund 12 km lang und maximal rund 2,5 km breit) und wird in der Ukraine gelegentlich als „größte Flussinsel Europas“ bezeichnet – fälschlicherweise, da die Inseln Wilhelmsburg in der Elbe und die Große Schüttinsel in der Donau deutlich größer sind.
In der De Administrando Imperio genannten Lehrschrift des byzantinischen Kaisers Konstantin VII. findet sich im 10. Jahrhundert die erste urkundliche Erwähnung als St.-Georgs-Insel. Das Toponym Chortyzja taucht erstmals in der zu Beginn des 12. Jahrhunderts entstandenen Nestorchronik (Powest wremennych let) für das Jahr 1103 auf. Über die Bedeutung des Namens gibt es eine Reihe mehr oder weniger überzeugender Hypothesen, die wohl populärste führt ihn auf den Sonnengott Chors zurück.
Seit über 9000 Jahren siedeln Menschen auf Chortyzja, daher gibt es hier eine große Anzahl archäologischer Fundstätten wie Gräber, Siedlungen, heidnische Heiligtümer und Befestigungslinien des 18. Jahrhunderts. Der nördliche Teil der Nachbarinsel Mala Chortyzja ist so reich an archäologischen Funden, dass die Grabungssituation dort als „siebenlagiges Butterbrot“ beschrieben wurde.
Das Territorium Chortyzjas, der umliegenden kleineren Inseln sowie der gegenüberliegenden Ufer gehören zum Nationalen Sapowednik Chortyzja. Zentrales Objekt des Sapowedniks ist das Museum der Geschichte des Saporoger Kosakentums.

## Beschreibung der Insel
Vor der Errichtung der Staumauer befanden sich oberhalb Chortyzjas die neun Stromschnellen des Dnepr. Sie sind im Stausee untergegangen, auf diese Weise wurde der Fluss schiffbar. Die zwischen Staumauer und Insel gelegenen Felsen und kleinen Inseln sind die Überreste der Dnepr-Stromschnellen.
Der felsige nördliche Teil Chortyzjas ragt an manchen Stellen über vierzig Meter über die Wasseroberfläche hinaus, während der südliche Teil durch flache Ufer, Strände, Buchten und Seen geprägt wird. Auf der Insel lebt eine Vielzahl seltener und auch endemischer Pflanzenarten sowie eine reiche Tierwelt. Es finden sich verschiedene Landschaftsformen auf der Insel, so beispielsweise Reste der Steppe, Eichen- und Nadelwälder sowie ein vielfältiges Aquatorium im südlichen Bereich. Die Preobraschenski-Brücken, zwei kombinierte Straßen- und Eisenbahnbrücken der Dnipro-Überquerung, sowie eine vierspurige Straßenbrücke am nördlichen Ende führen auf die Insel.
In der stark industrialisierten Stadt Saporischschja stellt Chortyzja mit ihren Wäldern, Wiesen, Seen und Stränden ein beliebtes Naherholungsgebiet dar. Auch haben einige größere Firmen hier ihre Erholungsheime und es gibt viele Datschen. Obwohl wegen des besonderen Status der Insel schon seit langer Zeit geplant ist, die bestehenden Siedlungen von der Insel umzusiedeln, hat sich hier bislang wenig getan.
Ein Teil der archäologischen Fundstätten ist als touristische Sehenswürdigkeit aufbereitet worden. So lässt sich beispielsweise auf der Braharnja-Anhöhe eine prähistorische Kultstätte aus der Bronzezeit bewundern, die manchmal auch von Neuheiden aufgesucht wird. Örtliche Archäologen glauben, die Anlage könne eine kalendarische Funktion zur Vorhersage der Sommer- und Wintersonnenwende gehabt haben.

## Rechtlicher Status Chortyzjas
Bis April 1993 war Chortyzja der Historisch-kulturelle Sapowednik auf der Insel Chortyzja. Mit der Statuserhöhung zum Nationalen Sapowednik war auch eine Ausweitung seines Territoriums verbunden: Die umliegenden Inseln und gegenüberliegenden Ufer kamen hinzu.
Der Status „national“ wird laut Verordnung des Vizepremiers und des Ministerkabinetts der Ukraine vom 1. Juli 1992, Nr. 364, „kulturellen Einrichtungen, die eine herausragende Rolle im geistigen Leben des Volkes spielen“, verliehen. Dieser Status bedeutet ein größeres Prestige für die betreffende Einrichtung, aber auch die Finanzierung aus dem Staatsbudget und das Verbot von (auch teilweisen) Privatisierungen.
Der Sapowednik ist in mehrere Zonen unterschiedlichen Schutzes gegliedert, die bis zum vollständigen Verbot des Betretens und Befahrens im südlichen, „schwimmenden“ Teil der Insel reichen.
Diesem Status zum Trotz ist der Bau neuer, dringend benötigter Brückenübergänge quer über die durch Straßenverkehr ohnehin schon schwer belastete Insel geplant und seit 2004 auch im Gange: Eine sechsspurige Schnellstraße soll das Schutzgebiet durchqueren. Kritiker befürchten durch die begleitend vorgesehene Infrastruktur (Tankstellen, Motels u. a.) eine schleichende Privatisierung von Teilen der Insel.

## Museumsprojekt

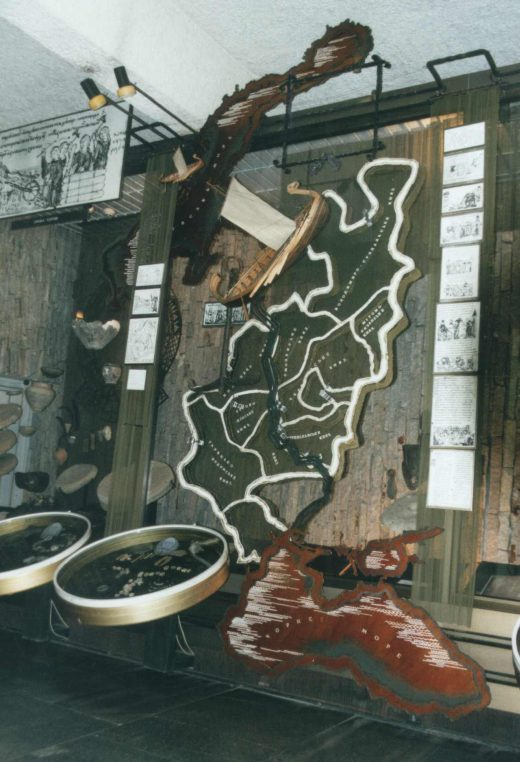
Aus der Museumsausstellung

Seit Mitte der 1960er Jahre gab es unter dem damaligen Parteichef der Ukraine, Petro Schelest (1908–1996), eine Zeit des nationalen Enthusiasmus in der Ukraine. In Saporischschja planten Angehörige des Staats- und Parteiapparates (darunter Mykola Kyzenko, 1921–1982), auf Chortyzja ein großes Kosakenmemorial einzurichten, dessen Herz ein Museum der Geschichte des Saporoger Kosakentums sein sollte. Die Planungen des Monumentalprojektes machten rasche Fortschritte, nicht zuletzt dank der Unterstützung durch Schelest selbst. Als dieser Anfang 1972 urplötzlich abgesetzt und durch Wolodymyr Schtscherbyzkyj (1918–1990) ersetzt wurde, brach in der Ukraine eine Eiszeit an, der, neben der Beschäftigung mit der Kosakenthematik überhaupt, auch das Projekt des Kosakenmemorials zum Opfer fiel. Da die Planungen bereits weit gediehen waren und teilweise auch bereits mit Baumaßnahmen begonnen worden war, beschloss man, wenigstens ein Museum zu errichten – das mit Kosaken aber nur am Rande zu tun haben durfte. Die Umsetzung dieser neuen Pläne ging nur schleppend voran, erst 1983 wurde das Museum der Geschichte Saporischschjas eröffnet. Es war ein typisches sowjetisches Heimatkundemuseum, das die Geschichte der Region im Sinne der Interpretation der Kommunistischen Partei wiedergab. In einem der drei Säle wurde die Zeit von den Anfängen der Menschheitsgeschichte bis zur Oktoberrevolution von 1917 abgehandelt, die beiden anderen zeigten die folgenden Perioden – Bürgerkrieg, sozialistischen Aufbau, den Großen Vaterländischen Krieg 1941–1945, Wiederaufbau und die Industrialisierung, das Blühen der Sowjetgesellschaft.
Im Zuge von Glasnost und Perestrojka kamen Diskussionen über eine Rückkehr des Museums zu seiner ursprünglich vorgesehenen Thematik auf, was im Mai 1988 auch vom Ministerrat der Ukraine erlaubt wurde. Es sollten aber noch einige Jahre vergehen, bis das Museum im April 1993 in Museum der Geschichte des Saporoger Kosakentums umbenannt wurde. Nach kurzzeitiger Schließung wurde es im Oktober desselben Jahres wiedereröffnet – da der sowjetische Teil der Geschichte entfernt worden war, jedoch mit zwei nahezu leeren Sälen und einem Saal, der wenig zu den Kosaken zu bieten hatte.
Nach und nach wurden die Säle mit Exponaten und Sonderausstellungen gefüllt, vieles beruhte jedoch auf Improvisation. Nach der sogenannten Orangen Revolution im Winter 2004/2005 wurde im März 2005 der bisherige Generaldirektor Heorhij Krapiwka, der vielfach kritisiert worden war, entlassen. Neuer Direktor wurde im April 2005 der Journalist Kostjatyn Suschko.

## Geschichte
Die ältesten archäologischen Befunde menschlicher Siedlung auf Chortyzja sind rund 9000 Jahre alt. Seitdem lassen sich durch die Jahrtausende Spuren verschiedener archäologischer Kulturen nachweisen. Strategische Bedeutung besaß Chortyzja von Alters her durch die Stromschnellen des Dnepr, die direkt oberhalb begannen und alle Flussreisenden hier zum Wechsel auf den Landweg zwangen.
Mit der ersten schriftlichen Erwähnung im 10. Jahrhundert betritt die Insel die Bühne der Geschichte, fortan finden sich Erwähnungen in den Chroniken; Chortiza wird als die „Warägerinsel“, die Insel der Ostsee-Wikinger, bezeichnet, denn sie liegt am alten Wasser- und Handels-Weg von den Warägern zu den Griechen. So versammelten sich im Jahre 1103 Fürsten der Kiewer Rus’ mit ihren Truppen auf der Insel, um einen Feldzug zu beginnen (in diesem Zusammenhang erfolgt die erste Erwähnung des Toponyms Chortyzja). 1223 trafen sich hier wiederum Fürsten der Kiewer Rus vor einem Angriff auf die Mongolen.
Um 1553 errichtete Dmytro Wyschneweckyj († 1563) eine Festung auf der kleineren Nachbarinsel Mala Chortyzja, die aber schon nach kurzer Zeit zerstört wurde. Im 17. Jahrhundert gehört Chortyzja zum Gebiet des Hetmanats, des Gemeinwesens der Saporoger Kosaken. Während des Russisch-Türkischen Krieges 1735–1739 wurde ein Befestigungssystem gebaut, u. a. zum Schutz einer 1737 auf Mala Chortyzja errichteten Werft für Kriegsschiffe. Teile dieser Befestigungen sind bis heute zu sehen. Seit 1790 kolonisierten Mennoniten aus Danzig die Insel, die durch das Versprechen Katharinas der Großen, vom Kriegsdienst befreit zu werden, ins Russische Reich gelockt wurden. Deren Vorfahren kamen ursprünglich aus dem niederländischen Fryslan. Die ersten Siedler, die bereits 1789 auf die Insel zogen, lebten erst in verlassenen Häuser und zogen schließlich in Erdhöhlen.
1916 übergaben die wieder auswandernden Mennoniten die Insel der Stadt Alexandrowsk (ukr. Oleksandriwsk), die 1921 in Saporischschja umbenannt wurde. Im Rahmen der Umsetzung des ersten Fünfjahresplanes und dem Leninschen Plan GOELRO wurde von 1927 bis 1932 das Lenin-Dnepr-Wasserkraftwerk (ukr. DNIPRO HES, russ. DNEPROGES) nördlich der Insel gebaut. Begleitend wurden intensive archäologische Forschungen unter Beteiligung des Kosakenforschers Dmytro Jawornyzkyjs (1855–1940) durchgeführt. Nach Fertigstellung des Dammes verschwanden die Stromschnellen, die für die Region und die Stadt Namensgeber waren (ukr. sa poŕоhami – „hinter den Stromschnellen“) im sich ausbreitenden Stausee – der Dnepr wurde auch hier schiffbar. Vom Süden her reicht ein anderer Stausee bis nach Saporischschja heran, der Kachowkaer Stausee. Er entstand durch den Bau des Wasserkraftwerks bei Kachowka in den Jahren 1950 bis 1956.
1958 wurde Chortyzja zum Naturdenkmal lokaler Bedeutung erklärt. Der Schutzstatus der Insel wurde mehrfach erhöht: 1963 durch den Ministerrat der Ukrainischen SSR auf das Niveau eines Naturdenkmals von republikweiter Bedeutung, 1965 wurde durch einen Ministerratsbeschluss über den Erhalt von Gedenkstätten und die Einrichtung von Sapowedniki Chortyzja zum Sapowednik erklärt.
1983 wurde anlässlich des 40. Jahrestages der Befreiung der Stadt Saporischschja das Museum der Geschichte Saporischjas auf Chortyzja eröffnet, das 1993 in Museum der Geschichte des Saporoger Kosakentums umbenannt wurde. Die Ausstellung wurde umgestaltet und entsowjetisiert.
1993 erfuhr die Insel ihre bislang letzte (Stand 9/2005) Statuserhöhung: Durch einen Beschluss des Ministerrates wurde der Historisch-kulturelle Sapowednik auf der Insel Chortyzja zum Nationalen Sapowednik „Chortyzja“.
Nachdem mehrere Versuche, einen ethnographischen Teil des Museums zu errichten, im Laufe von Jahrzehnten gescheitert sind, wurde Ende 2004 mit der Errichtung einer Sitsch als Freilichtmuseum auf dem nördlichen Teil der Insel begonnen. Die Orange Revolution zeigte im Frühjahr 2005 auch auf Chortyzja Wirkung: Der bisherige Direktor des Sapowedniks, zu dem auch das Museum gehört, Heorhij Krapiwka, wurde entlassen und durch Kostjantyn Suschko ersetzt.

## Diskursive Bedeutung Chortyzjas
Chortyzja gilt als „Wiege des Saporoger Kosakentums“, weil sich auf ihr die erste Saporoger Sitsch befunden haben soll. Manchmal wird die Insel als „Heiligtum der Ukraine“ bezeichnet.

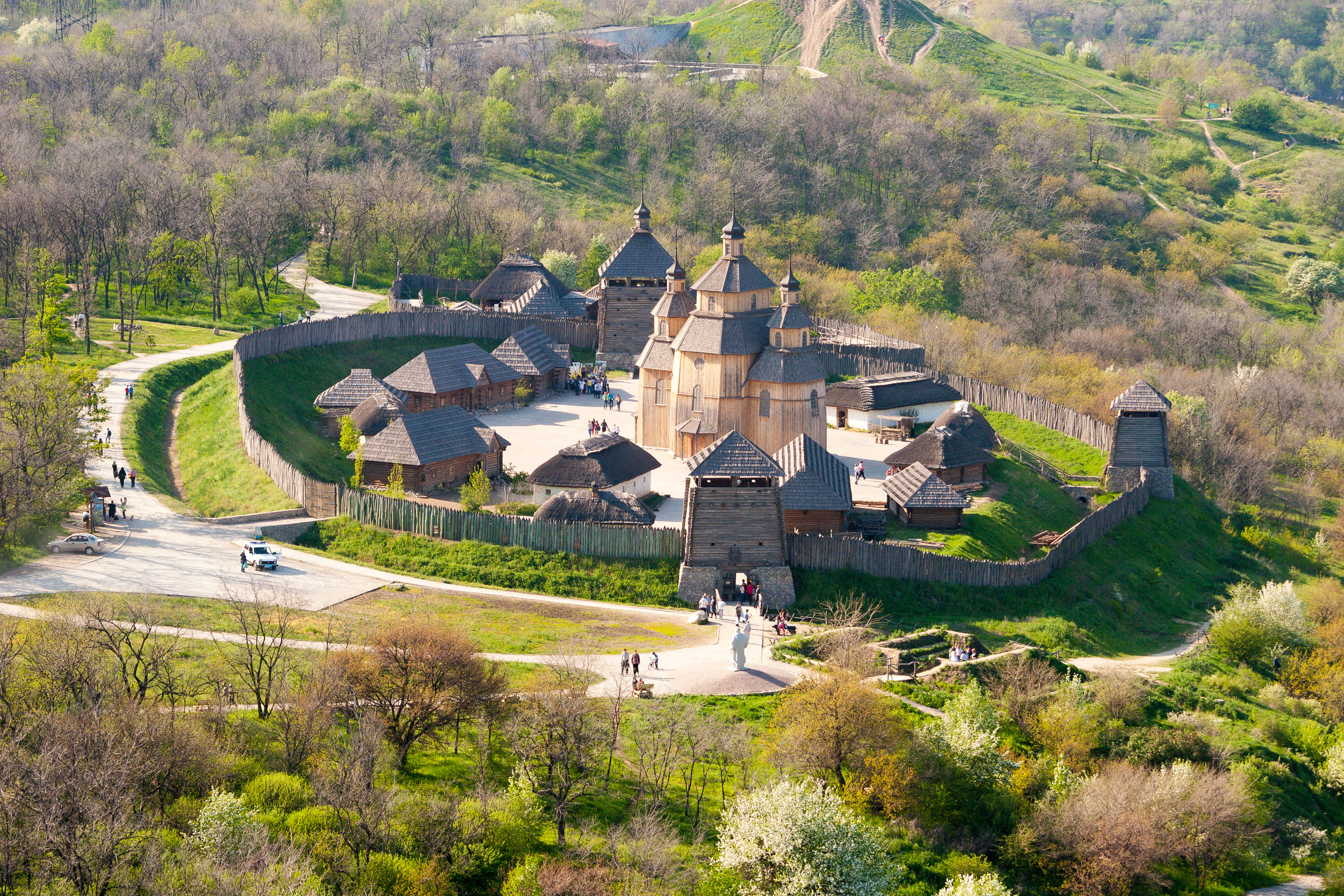
Historisch-kultureller Komplex auf der Insel

Um 1553 ließ Dmytro Wyschneweckyj († 1563), ein Adliger in polnischen Diensten, Starost von Kaniw und Tscherkassy, auf der wesentlich kleineren Nachbarinsel Mala Chortyzja (Klein Chortyzja) eine Festung errichten, um von hier aus Feldzüge gegen das Krimkhanat und das Osmanische Reich zu unternehmen. Die Festung existierte rund zwei Jahre, dann wurde sie von den Angegriffenen geschleift.
Wyschnewezkyjs kurzlebige Festung hat im ukrainischen Geschichtsbild einen festen Platz gefunden, da sie als erste Saporoger Sitsch und damit als Ausgangspunkt und Geburtsort des Saporoger Kosakentums gilt.
Diese Darstellung ist jedoch problematisch, da eine Sitsch das militärische und administrative Zentrum der Kosakengesellschaft war und in ihrer Existenz eine gewisse Kontinuität aufwies. Nichts davon trifft auf die Festung Wyschnewezkyjs zu: Weder war sie ein solches Zentrum, noch wurde sie umgehend an anderem Orte neu errichtet. Dies war seit der Existenz der Tomakiwska Sitsch (1564–1593) bis zur endgültigen Aufhebung des Saporoger Kosakentums mit der Zerstörung der letzten, der Neuen Sitsch, im Jahre 1775 allerdings üblich.
Dmytro Wyschnewezkyj seinerseits ist in das Pantheon ukrainischer Nationalhelden eingegangen – er wird wahlweise als „erster Otaman der ukrainischen Geschichte“, „erster Hetman der Saporoger Sitsch“ oder als „einer der ersten Kosakenhetmane der Ukraine“ bezeichnet.

## Sonstige Bauwerke

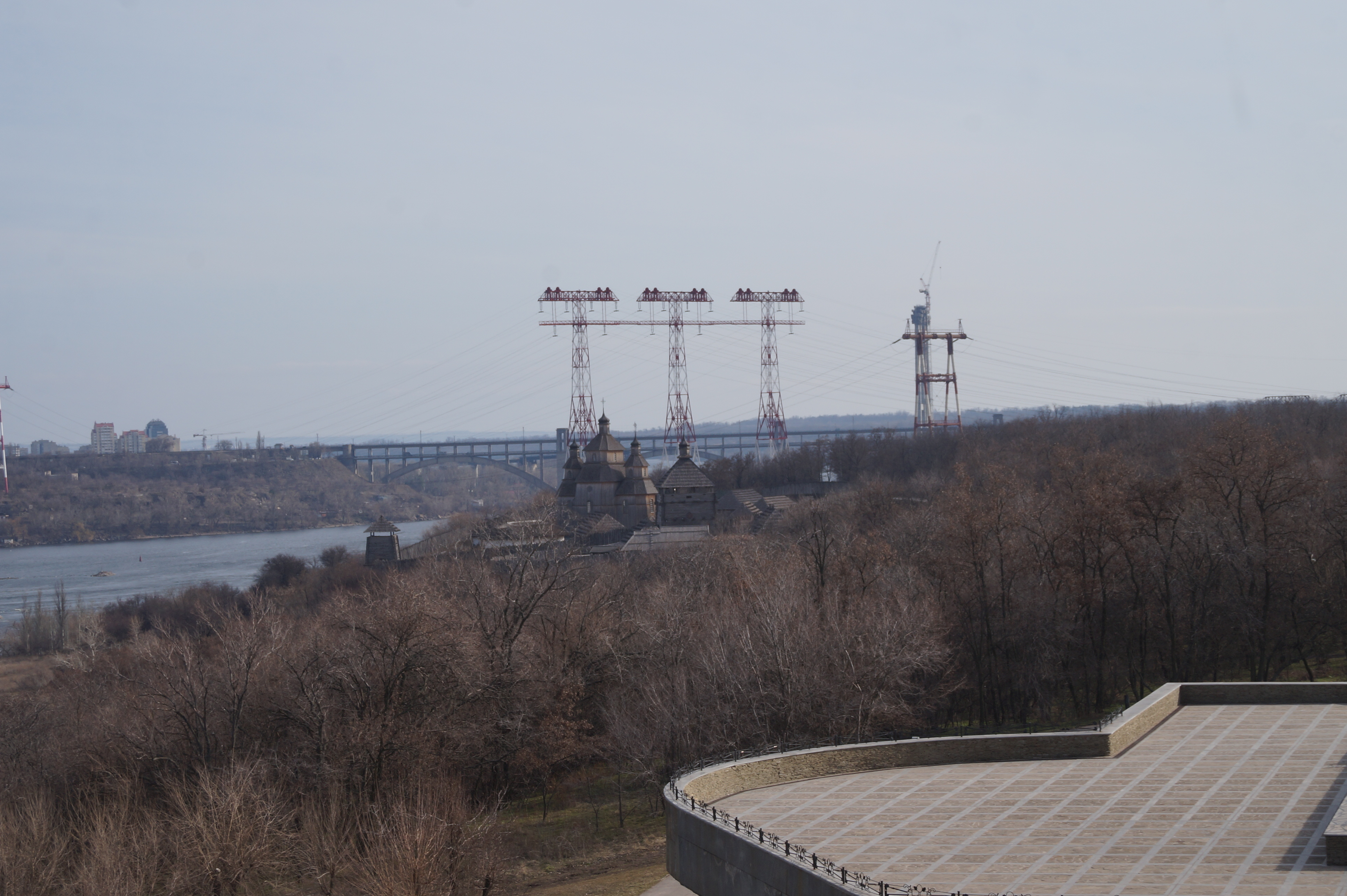
Blick über die Insel mit der Sitsch und dem Masttripel von Saporischschja

Auf Chortyzja befindet sich ein 74,5 Meter hoher Dreifachportalmast mit 15 Leiterseilen einer 150-kV-Leitung vom Wasserkraftwerk Saporischschja zur Stadt Saporischschja.

## Söhne und Töchter der Insel
- Olga Martynowa (1916–2002), sowjetische bzw. russische Chemikerin und Hochschullehrerin